# Rubén Vallejos
Rubén Vallejos Gajardo (Parral, 20 maggio 1967) è un ex calciatore cileno, di ruolo attaccante.